# Хасан, Ризвана
Сайеда Ризвана Хасан (бенг. সৈয়দা রিজওয়ানা হাসান; род. 15 января 1968, Дакка) — бангладешский адвокат и защитница окружающей среды. Министр окружающей среды, лесных ресурсов и изменения климата Бангладеш с 9 августа 2024 года. Особое внимание она уделяла правилам в сфере утилизации судов в Бангладеш, в 2009 году была удостоена экологической премии Голдманов. В 2012 году она также была награждена премией Рамона Магсайсая за «бескомпромиссное мужество и страстное лидерство в кампании судебного активизма в Бангладеш, которая утверждает право людей на хорошую среду как нечто не меньшее, чем их право на достоинство и жизнь».

## Ранняя жизнь и образование
Сайеда родилась 15 января 1968 года в бенгальской мусульманской семье в районе Хабигандж, Восточный Пакистан (ныне Бангладеш). Она посещала полуденную школу и колледж Викарунниса для получения среднего образования и колледж Святого Креста для получения высшего среднего образования, а затем поступила в Даккский университет для получения степени бакалавра и магистра права.

## Карьера
Хасан занялась вопросом утилизации судов в 2003 году, подав иск в суд на верфи в Читтагонге — в частности, за создание опасности для здоровья рабочих, плохие условия труда и неправильную утилизацию отходов. В марте 2003 года суд признал незаконной утилизацию кораблей без экологического разрешения соответствующего ведомства. Хасан продолжила бороться за расширение трудовых прав и создание более безопасных условий труда в отрасли. Она также успешно подала в суд на организации, причастные к засыпанию озёр для строительства недвижимости, ненадлежащему использованию полиэтилена, вырубке холмов, вырубке лесов, выращиванию креветок и строительству незаконных заведений на острове Святого Мартина.
9 августа 2024 года приведена к присяге как министр окружающей среды, лесных ресурсов и изменения климата Бангладеш во временном правительстве под председательством Мухаммада Юнуса.

## Награды
Под руководством Хасан компания BELA вошла в список 500 почетных компаний мира (Global 500 Roll of Honor) в 2003 году в рамках Программы ООН по окружающей среде. Сама она получила следующие награды:
- Первая премия в области охраны окружающей среды, присужденная в 2007 году Министерством лесного хозяйства и окружающей среды правительства Бангладеш за повышение осведомлённости об экологических проблемах.
- Celebrating Womenhood Award в 2008 году от непальской организации Creative Statements и South Asia Partnership.
- Премия Голдманов в области охраны окружающей среды в 2009 году[2].
- Премия Рамона Магсайсая в 2012 году[3].

Американский новостной журнал Time назвал её Героем окружающей среды.
В 2022 году Хасан получила Международную женскую премию за отвагу Государственного департамента США.

## Личная жизнь
Хасан родилась в Хабигандже в семье Саеда Махибула Хасана и Сурайи Хасан. Она вышла замуж за своего одноклассника, юриста-предпринимателя Абу Бакара Сиддика, у неё есть дочь Нела Сиддик и двое сыновей, Ахмед Зарир Сиддик и Ахмед Зидан Сиддик. В апреле 2014 года её муж Сиддик, управляющий директор швейной фабрики, принадлежащей Насрулу Хамиду Бипу, был ненадолго похищен неизвестными.

## Избранные работы
- Законы и решения о компенсации в Бангладеш, 2001 г.
- Судебные решения по окружающей среде в Южной Азии: до 2000 г., 2005 г.
- Судебные решения по вопросам окружающей среды в Южной Азии, 2001—2004 гг., 2006 г.
- Верховный суд по вопросам охраны водно-болотных угодий, 2014 г.